# 藤猛

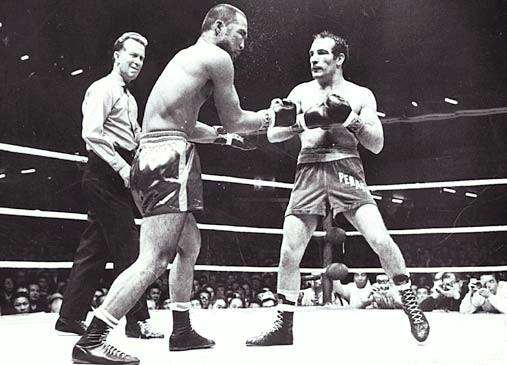
藤猛

藤 猛（ふじ たけし、本名：ポール・タケシ・藤井、1940年7月6日 - ）は、アメリカ合衆国の元プロボクサー。ハワイ準州ホノルル出身。元WBA・WBC世界スーパーライト級王者。元リングマガジン世界スーパーライト級王座。日系3世。

## 人物
日系3世としてハワイで出生。幼稚園時代にエディ・タウンゼントのジムで毎日のように遊ぶ。ハワイ州のハイスクール卒業。
卒業後、アメリカ軍人となった。海兵隊員として米軍横須賀基地や大和市の米軍基地などに配属されていた。海兵隊時代もアマチュアでボクシングをしており、以下の戦績であった。
- 米国ネバダ州大会優勝
- カリフォルニア州のゴールデン・グローブ大会優勝
- 132戦116勝16敗

プロレスラーの力道山は、現役時より「プロボクシングへの進出」を計画していた。当初は、力道山自身が弟子にボクシングを仕込みプロデビューさせるつもりだったが、力道山のボクシング進出に合わせて日本ボクシングコミッションが規定を変えたため、彼自身は会長にもトレーナーにもなれず排除された（他のプロスポーツの興行に関わることを禁ずる規則。これは現在でも存続する）。しかし自らの名を冠した「リキボクシングジム」を設立し、自ら所有する都心一等地のビルにおいた。そしてジムの会長は力道山の子飼いの者とした。しかしその会長自身は格闘技経験がなく、教えることができない。そのため昭和37年に当時ハワイでボクシングトレーナーとして実績のあったエディをほぼ強引に連れてきてトレーナーとした。エディは生涯に6人の世界王者を育てたが、その最初の“作品”が藤である。藤が海兵隊を現地除隊後、旧知のエディの引きでボクシング入りさせ、同ジムに所属させたのである。
1965年日本王者。1966年東洋王者。翌1967年世界王者。斬新な「デンプシー・ロール」もさながら、荒々しいファイトスタイル、「ハンマー・パンチ」の異名を持つ強打で7割を超える生涯KO率を誇る（歴代日本選手の中でも最上クラスである）。
藤がボクシング入りした時は、リキジム会長は力道山の個人秘書である吉村義雄に代わっていた（藤のボクシング入り前後にジムオーナーの力道山は刺殺され、オーナーは当時大学生の百田義浩となっていた）。藤は日本語を話せないれっきとしたアメリカ人である。しかも米軍属であった。しかし吉村らは藤を日本で人気者にするためむしろ日本人としての一面を強調すべきと考え、片言の日本語で『オカヤマのおバアちゃん、（僕が勝った瞬間を）見てる？』『ヤマトダマシイ』とコメントするよう指示。世界王座獲得後に藤はこれをマイクの前で絶叫し、（何も知らない）日本人の心を打った。なお、この「おばあちゃん」はハワイ在住であるが、この試合の日は、日本の岡山を訪れていた。しかし視聴者は「藤の祖母はずっと日本に住んでいるのだ」と勝手に取り違えて親近感を深めていった。「大和魂」は当時日本国内で流行語にもなった。ただし吉村らは「勝っても兜の緒を締めよ」と教えたが、藤はあろうことか「勝ってもかぶってもオシメよ」と間違えて言ってしまう。これもかえって好感をもたれ日本で流行語となった。藤が世界王座を取るとともに伝記や映画が極めてタイミング良くリリースされており、関係者によって総合的なメディア戦略がなされていた可能性がある。1967年11月16日の世界王座防衛戦のテレビ視聴率は47.9％。
実際にはビジネス感覚が鋭い男で、ジムと金銭面での対立が絶えなかった。リキジムがいくら抜いていたかは不明だが、通常、ボクサーのギャラはそれが芸能の仕事等であっても所属ボクシングジムが33%を搾取するとされる。百田家遺族の収入はジムの上がりしかない状況であり、両者とも引くに引けなかった。その対立がこじれ1968年に試合を拒み続けたあげくに引退届をいったん出している（しかし届は受理されなかった）。
世界王座陥落後の1970年、試合直前でありながら突然の出場拒否。事態を重く見たコミッションにより無期限試合出場禁止の処分を受けた。そのまま藤は永久に復帰しなかった。
その後かなり時間を置きキックボクシングに転向し試合を行った。第一戦の対戦相手は東拳司。藤は4度のダウンを奪い１ラウンド１分３０秒でKO勝利。第二戦は黒崎健時門下で彼の目白ジム所属の大手稔と対戦したが引き分け。この試合を最後に再びリングを去った。これらの模様は1978年11月公開の映画「四角いジャングル　格闘技世界一」にも収録された。
その後ハワイに帰国。作家安部譲二のルポ『殴り殴られ』では、名ボクサーが引退後いずれも悲惨な境遇になっていることが指摘されているが、藤猛はその中でも例外的な成功例として紹介されている。「息子を立派に育て上げ一流大学を卒業し良い企業に入った。悠々自適の人生である」と。（息子は企業人としても成功）
1996年に日本に再度転居。1年間、福島県の「いわき協栄ボクシングクラブ」会長を務めた（のちグローバル協栄ボクシングジムと改称。藤の後任はマック金平・金沢和良）。
2002年7月、茨城県水戸市に「水戸ボクシングスクール」を開業（経営者は別人物）。同ジムは日本ボクシングコミッションやボクシング協会に加入せず、アマチュア、特に子供たちに指導を行った。2015年に廃業。
2015年、東京馬込のエルコンドルベロスジム（旧ロッキージム）の特別トレーナーに就任する。

## 来歴
- 1940年7月6日、ハワイ州に生まれる。
- 1964年4月14日、プロデビュー。2RKO勝利。
- 1965年6月17日、日本スーパーライト級王座決定戦に出場。笹崎那華雄に1R0分45秒KO勝ち。プロ11戦目にして日本王座獲得。以後1度防衛。「1R0分45秒」は、当時の日本タイトル戦の最短記録。（2004年10月に内藤大助が更新）
- 1966年9月29日、東洋スーパーライト級王座に挑戦。王者、ロッキー・アラーデ（ フィリピン）を3RKOで降し王座獲得。以後1度防衛。
- 1967年4月30日、WBA・WBC世界スーパーライト級王座に挑戦。王者：サンドロ・ロポポロ（ イタリア）（オリンピック銀メダリスト）を2RKOで沈め、世界王座獲得[2]。
- 1967年11月16日、WBA・WBC世界スーパーライト級王座防衛戦。挑戦者：ウイリー・クアルトーア（ 西ドイツ）に4RKO勝ちし、世界王座初防衛。
- 1968年8月 日本ボクシングコミッションに引退届を提出。しかし不受理となる。
- 同年11月14日、防衛期限が過ぎたため、WBC王座を剥奪される。
- 同年12月12日、ボクシングに復帰。WBA王座のみの2度目の防衛戦。挑戦者ニコリノ・ローチェ（ アルゼンチン）に10RKO負けしWBA王座からも陥落。
- 1969年7月24日、復帰戦。10RKO勝ち。
- 1970年6月、元世界王者同士の対決として注目を集めていたエディ・パーキンス（ アメリカ合衆国）とのノンタイトル戦を6月28日に控えながら、突然の出場拒否。同年6月25日、日本ボクシングコミッションによる無期限試合出場停止の処分を受ける。

最終戦績38戦34勝（29KO）3敗1分 （うち世界戦 3戦2勝（2KO）1敗）

## 獲得タイトル
- 第2代日本スーパーライト級王座（防衛1度=返上）
- 第4代OPBF東洋太平洋スーパーライト級王座（防衛1度=返上）
- WBA世界スーパーライト級王座（防衛1度）
- WBC世界スーパーライト級王座（防衛1度=剥奪）
- リングマガジン世界スーパーライト級王座

## 本
- 藤猛バンザイ 1967年
- 藤猛物語 1968年
- ヤマト魂 ふじたけし物語（吉森みきを作、『小学五年生』1968年5月号付録、小学館）[3]

## 映画
- ギャングの帝王　(東映、1967年)
- 藤猛物語 ヤマト魂 （日活、1968年）
- 四角いジャングル 格闘技世界一

## DVD
- 『日本ボクシング不滅の激闘史』（2009年） - インタビュー出演